# Kristin Lundell
Kristin Helena Lundell, född 28 december 1981 i Danderyds församling, Stockholms län, är en svensk journalist.

## Biografi
Lundell började 2001 på Svenska Dagbladet (SvD) med uppgift att skriva musikrecensioner, artiklar och nöjeskrönikor. 2009–2014 var hon även TV-kritiker på SvD och musikredaktör på Elle. Under hösten 2004 var Lundell panelmedlem i Studio Pop på SVT. Mellan åren 2001 och 2007 var Lundell medlem av nöjespanelen i Gomorron Sverige. Därefter var hon medlem av kulturpanelen i samma program. Hon har varit programledare i P3 Star och P3 Pop samt producent för P3 Rytm och frilansat för Sveriges Radio P1s kulturredaktion. Hösten 2014 var hon med i TV-Cirkeln Downton Abbey som sändes i SVT.  Mellan 2014 och 2017 skrev Lundell i Aftonbladet för att därefter vara var hon kulturredaktör på Fokus 2017–2018. Lundell har också producerat Sommarprat med Bea Uusma, Annika Norlin och Tom Malmquist.  Efter att ha arbetat med journalistik i 17 år bytte Lundell bana år 2018 och anställdes som pressekreterare på Moderna Museet. År 2021 återvände hon till journalistiken och blev redaktör för politik och samhälle på Expressen för att 2023 börja skriva för tidningens kultursida.
Vintern 2016–2017 tävlade hon i På spåret tillsammans med Johan Hilton. De vann tävlingen. De deltog även i säsongen 2017–2018 och gick då till kvartsfinal. Laget återvände till programmet och tävlade även säsongen 2023–2024.
Lundell är en av författarna i antologin Noll noll. Decenniet som förändrade världen som gavs ut 2010. År 2014 kom hennes debutbok, biografin Busskungen som gavs ut på Norstedts förlag.

### Fotnoter
1. 1 2 3  Sveriges befolkning 2000, Sveriges Släktforskarförbund, 2020.[källa från Wikidata]
2. ↑  Sveriges befolkning
2000:
Lundell, Kristin Helena
(1981-12-28)
Försäkringskassan, uttag avseende 20001231 (2014)
3. ↑  Kristin Lundell. ”Om mig”. Arkiverad från originalet den 20 april 2010. https://web.archive.org/web/20100420155353/http://www.kristinlundell.se/ommig.php. Läst 1 juli 2009.
4. ↑  ”Kristin Lundell till Fokus”. www.resume.se. https://www.resume.se/alla-nyheter/folk-pa-vag/kristin-lundell-till-fokus/. Läst 15 januari 2024.
5. ↑  ”Kristin Lundell lämnar journalistiken | Journalisten”. www.journalisten.se. https://www.journalisten.se/nyheter/kristin-lundell-lamnar-journalistiken. Läst 16 oktober 2018.
6. ↑  ”Kristin Lundell lämnar Fokus och journalistiken”. www.resume.se. https://www.resume.se/nyheter/artiklar/2018/06/04/kristin-lundell-lamnar-fokus-och-journalistiken/. Läst 16 oktober 2018.
7. ↑  ”Kristin Lundell går till Expressen | Expressen”. via.tt.se. https://via.tt.se/pressmeddelande/3312191/kristin-lundell-gar-till-expressen?publisherId=3235677. Läst 15 januari 2024.
8. ↑  Victor Malm (2 oktober 2023). ”Kristin Lundell: ”Vissa njuter av extrem stress””. www.expressen.se. https://www.expressen.se/kultur/kristin-lundell-vissa-njuter-av-extrem-stress/. Läst 15 januari 2024.
9. ↑  ”Tv-sportsyskonen tävlar i ”På spåret””. DN.se. 2 oktober 2023. https://www.dn.se/kultur/tv-sportsyskonen-tavlar-i-pa-sparet/. Läst 15 januari 2024.
10. ↑  ”Kristin Lundell”. Norstedts förlag. http://www.norstedts.se/forfattare/119924-kristin-lundell. Läst 21 december 2016.